# Fūryūmono de Hitachi
El Fūryūmono de Hitachi (日立風流物 Hitachi-fūryūmono?) es un evento público de teatro japonés con marionetas que se celebra  en el Festival de la flor del cerezo  o en el Gran Festival en el Santuario Kamine en la ciudad de Hitachi de la prefectura de Ibaraki. 

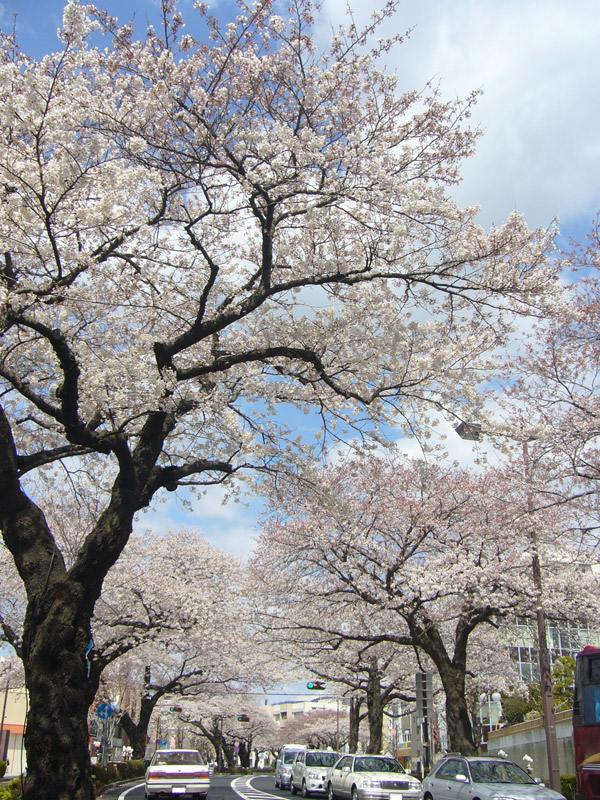
Calle de la Paz en Hitachi.

## Historia
El arte del titiritero en Hitachi, se transmite entre familias estrictamente de padre a hijo mayor como un proceso secreto para el manejo de las marionetas, que ha conservado un antiguo repertorio de técnicas e historias que proceden desde alrededor del siglo XVIII.
En 2009 Hitachi-fūryūmono fue inscrito en la Lista Representativa del Patrimonio Cultural Inmaterial de la Humanidad de la Unesco.

## Festividades
El Hitachi Fūryūmono es un desfile celebrado durante el matsuri de la flor de cerezo ( 日立さくらまつりHitachi Sakura Matsuri)  cada abril en la ciudad de Hitachi en la costa del Océano Pacífico en el centro de Japón, y una vez cada siete años en mayo durante el Gran Festival en el Santuario Kamine de esa localidad de Hitachi.
Popularmente se conoce a este festival como Hitachi-fūryūmono, pues durante el festival de la flor del cerezo se celebra una procesión con una impresionante carroza denominada Fūryūmono (風流物) que contiene diversos artefactos mecánicos con unos muñecos utilizados denominados karakuri ningyō  (からくり人形) o muñecos con truco, que son accionados desde el interior de la carroza mediante sistemas de cuerdas para moverlos creando la ilusión de que están vivos, en Hitachi. Durante el espectáculo, los karakuri ningyō luchan entre ellos con espadas y arcos, lanzando flechas.[cita requerida]
El fūryūmono  es un evento comunitario organizado con el consenso general de los residentes locales de Hitachi y es una festividad abierta a todos los que desean participar en ella. 
Existen  cuatro comunidades locales de la ciudad para desarrollar y fabricar una carroza alegórica que cumple la función de ser un lugar de culto a una deidad y además como un teatro de títeres multinivel de bastante altura, unos 15 metros y un peso cercano a las 5 toneladas. 
Tres a cinco marionetistas manipulan las cuerdas que controlan un solo títere, mientras que los músicos proporcionan el acompañamiento al espectáculo con música estilo hayashi (囃子) propia del teatro japonés. El espectáculo es realizado por más de 30 personas que se encargan de accionar los mecanismos para cambiar los escenarios o mover las marionetas de metro y medio de estatura, así como tocar música hayashi. Otras 70 personas se encargan de trasladar o rotar la enorme carroza tirando de ella con sogas, es decir, en total, unas 100 personas o más son necesarias para llevar a cabo este impresionante evento en cada carroza.
En los festivales anuales de los cerezos solamente desfila un carro simbólico preparado por una de las cuatro comunidades, pero para el Gran Festival en el Santuario Kamine, las cuatro comunidades compiten entre sí para ver cuales marionetistas son los más expertos y  que pueden proporcionar la mejor hospitalidad a la deidad local.
El Hitachi sakura matsuri se celebra frente a la estación de Hitachi en Heiwa-dori (Calle de la Paz), un buen lugar para ver las flores de cerezo durante su floración.